# Union régionaliste bretonne
 (novembre 2018).
Si vous disposez d'ouvrages ou d'articles de référence ou si vous connaissez des sites web de qualité traitant du thème abordé ici, merci de compléter l'article en donnant les références utiles à sa vérifiabilité et en les liant à la section « Notes et références ».
Union régionaliste bretonne (URB) est le premier parti régionaliste breton, créé en 1898, de tendance conservatrice.
Il exprime la volonté de certains Bretons d'exercer une activité dans les domaines de l'économie, de l'administration et de la culture bretonne.

## Création

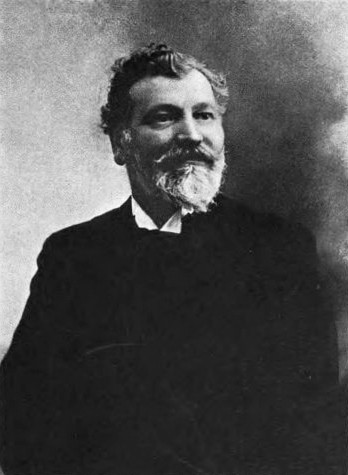
Anatole Le Braz (1915).

L'Union est créée le 16 août 1898, à Morlaix, à la suite de fêtes bretonnes, elle est sous la présidence d’Anatole Le Braz, avec le marquis de L'Estourbeillon. François Vallée fut nommé président de la section de langue et de littérature bretonnes avec François Jaffrennou (Taldir) comme secrétaire. Louis Tiercelin est avec Charles Le Goffic et Anatole Le Braz, l’un des membres fondateurs de l’Union Régionaliste Bretonne.
On trouve dans les personnages qui ont milité, sinon soutenu cette Union : les députés Albert de Mun, Régis de L'Estourbeillon, le poète critique d'art Jean Le Fustec, le linguiste et grammairien François Vallée, le compositeur Louis-Albert Bourgault-Ducoudray, le chansonnier Théodore Botrel, l'érudit René Kerviler, Guy Ropartz, l’écrivain Frédéric Le Guyader, le médecin lillois François Guermonprez, l'artiste peintre et photographe Jeanne-Marie Barbey, et bien d'autres.
L'URB tient congrès à Lesneven en 1903 : l'abbé Antoine Favé y déclare : « De nouveaux barbares, ennemis de notre race, ennemis de nos traditions et de notre foi, sont à nos portes. Étudions ensemble les moyens de les combattre victorieusement ».

## Gorsedd

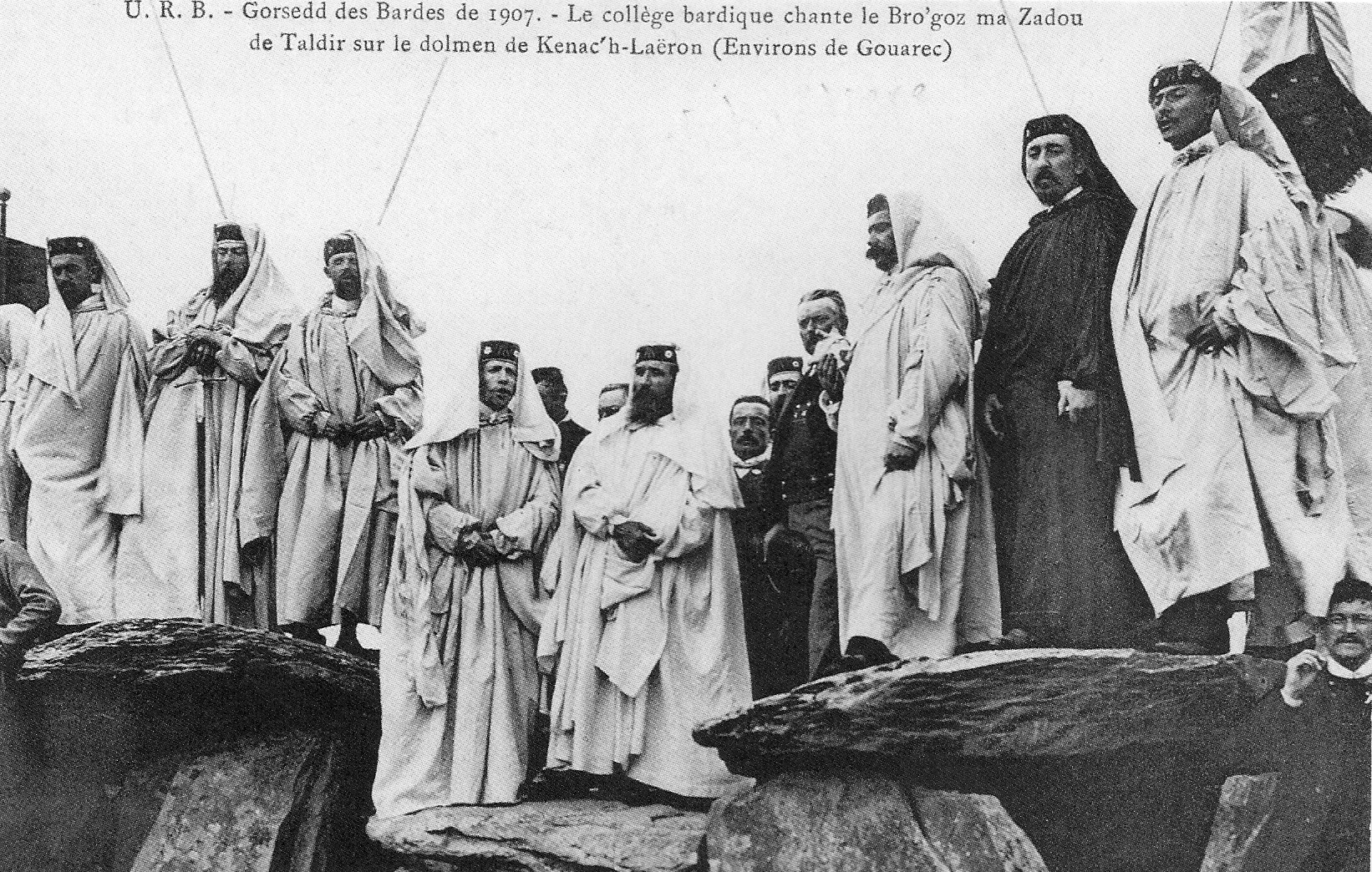
Rassemblement du Gorsedd en 1907.

La place importante tenue par la noblesse et le clergé fait que certains de ses membres s'y sentent rapidement mal à l'aise et fondent en 1899 l'Association des bleus de Bretagne.
En marge de ce mouvement politique, la Gorsedd de Bretagne,créée en novembre 1899 tient sa première assemblée constitutive le 31 août 1900 à Guingamp, à la suite d'une réunion de l'URB. Chacun des participants adopta un pseudonyme et un titre de barde. Les membres du Gorsedd militaient tous dans des actions en faveur de la culture régionale soit dans les sections de l'URB, soit dans le Gorsedd. Ainsi fut créé le Ti Kaniri breiz (Maison du chant de la Bretagne)
À sa création, l'URB fait du socialisme naissant « l'ennemi déclaré ».

« Il y a cependant cette fameuse société dite régionaliste bretonne, toute composée de nobles et de tonsurés, qui ne veut pas de gueux dans son sein, ceux-là sentent trop mauvais. Ils laissent ces misérables entre les mains des curés et autres exploiteurs (…) Mais ces régionalistes, dont le jésuite et voleur Le Braz est le président… »

— Jean-Marie Déguignet, Mémoires d'un paysan bas-breton.

## Prolongement

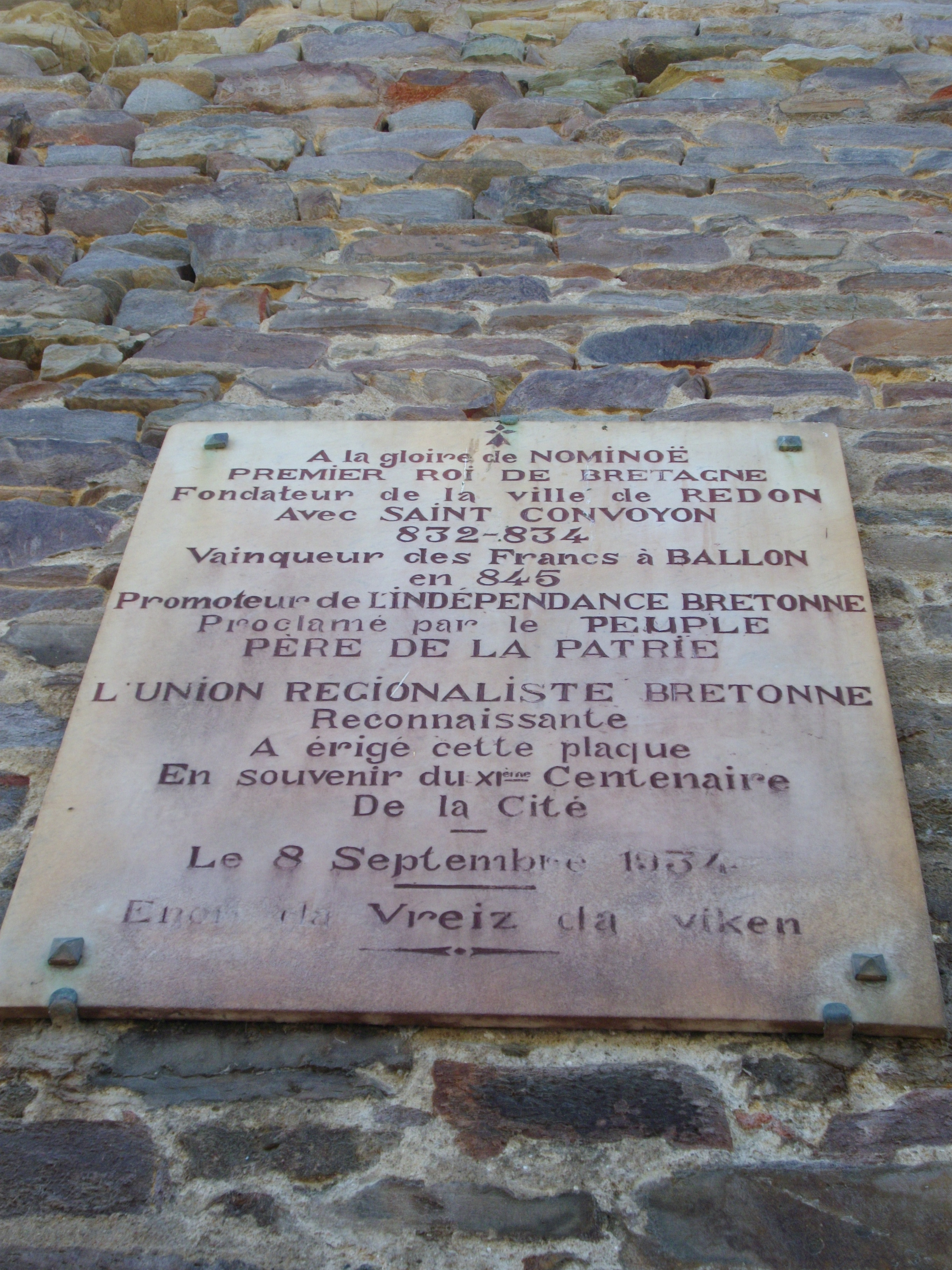
Plaque dédiée à Nominoë posée par l'URB en 1937 à Redon.

En 1912, Maurice Duhamel quitte l’Union régionaliste bretonne (URB) avec Émile Masson, Camille Le Mercier d’Erm, Jean Choleau, François Vallée, Pierre Mocaër et Loeiz Herrieu pour créer la Fédération régionaliste de Bretagne.
En 1917 l'URB, qui avait cessé ses activités pendant la guerre, organise un nouveau congrès à Châteaubriant qui rassemble plus de 30 congressistes.
Le 18 novembre 1940, le président, Régis de l'Estourbeillon, fait remettre au maréchal Pétain un exposé des "revendications légitimes de la province de Bretagne" : une Bretagne à 5 départements, une assemblée provinciale, la nomination de fonctionnaires d'origine bretonne,  toutes revendications auxquelles n'accédera pas le régime centralisateur de Vichy malgré les promesses de Pétain de reconstitution de la province. Yann Fouéré est son vice-président de 1939 à 1945. Dès 1940, plusieurs de ses membres participent, pour certains, à l'association Sao Breiz, regroupant les Bretons de la France libre. 
Un bulletin dirigé par le marquis de l'Estourbillon est paru de 1902 à 1943. La revue n'a pas paru pendant la Première Guerre mondiale, la plupart des cadres étant engagés au front.

## Ouvrages
- Sones & Gwerz couronnées par l'Union régionaliste bretonne : dialectes de Léon, Tréguier et Cornouailles, dialecte de Vannes. Congrès de Vannes, 1899. Lafolye, Vannes, 1899. Consultable sur la bibliothèque numérique de l'Université Rennes 2